# Loa (fiume)
Il Loa è un fiume nel nord del Cile, tra la regione di Tarapacá e quella di Antofagasta. Con una lunghezza di 440 km, è il fiume più lungo del Cile, attraversando gran parte del deserto di Atacama dalle sue origini nella catena andina a raggiungere l'Oceano Pacifico.
Il Loa forma un bacino idrografico che supera i 33.570 chilometri quadrati, è il più grande in tutto il Cile e l'unico in tutta la regione di Antofagasta. Nonostante le sue grandi dimensioni, il Loa ha un basso flusso d'acqua per le caratteristiche del deserto, che non esclude la formazione di oasi lungo il suo percorso.